# Tympanophyllum semivitreum
Tympanophyllum semivitreum är en insektsart som först beskrevs av Jean Guillaume Audinet Serville 1838.  Tympanophyllum semivitreum ingår i släktet Tympanophyllum och familjen vårtbitare. Inga underarter finns listade i Catalogue of Life.